# Orontium

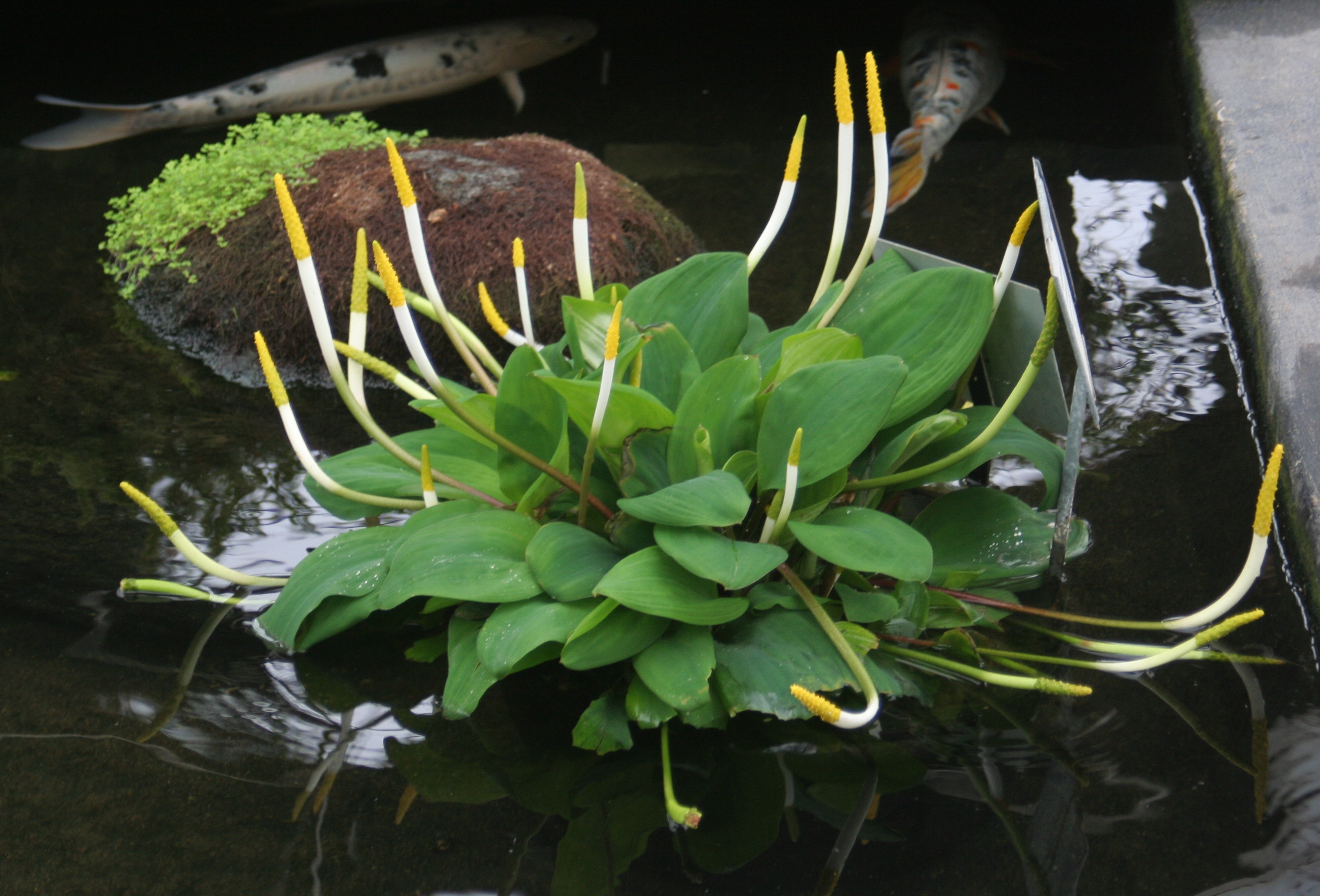
Orontium aquaticum (Buffalo Botanical Gardens).

Orontium L. é um género botânico pertencente à família Araceae, que na sua presente circunscrição taxonómica inclui apenas uma espécie extante, a espécie Orontium aquaticum, com duas outras espécies descritas, Orontium mackii e Orontium wolfei, conhecidas apenas do registo fóssil.

## Descrição
A espécie Orontium mackii é a espécie descrita com registo geológico conhecido mais antigo, com fósseis encontrados no membro conhecido por Jose Creek da formação geológica McRae Formation do New Mexico, uma formação datado do Cretáceo Superior, possivelmente do Maastrichtiano. A espécie apresenta uma estrutura de venação foliar mais simples que a das espécies O. wolfei e O. aquaticum.
Em dois dos afloramentos onde fósseis de O. mackii foram encontrados, os espécimes estão preservados em leitos de cinzas vulcânicas que mostram sinais de terem sido locais de encharcamento persistente, mas um terceiro afloramento corresponde a uma zona bem drenada de espraiamento fluvial sem evidências de encharcamento. Esta última ocorrência indica a possibilidade de O. mackii não ter sido uma hidrófita obrigatória.
A segunda espécie fóssil, O. wolfei, está registada em rochas datadas Eoceno Inferior ao Eoceno Médio no norte do estado de Washington e no sul e centro da British Columbia. Em contraste com o ambiente subtropical em que viveu O. mackii, O. wolfei habitou um ambiente planáltico frio, com temperaturas similares às que no presente ocorrem no extremo setentrional da região de distribuição natural de O. aquaticum.  O. wolfei parece ter habitado regiões pantanosas e as áreas marginais de lagos das regiões de altitude elevada. As folhas de O. wolfei mostram uma estrutura de venação mais complexa do que a observada em O. mackii e apresentam uma estrutura em capuz no ápice da folha similar à que ocorre em O. aquaticum.
A única espécie extante, Orontium aquaticum é um endemismo do leste da América do Norte, onde ocorre em habitats encharcados, nomeadamente em lagoas, margens de regatos e de lagos pouco profundos. A espécie prefere ambientes acídicos. As folhas são aguçadas e ovais, com uma superfície repelente da água (revestida por cera hidrófoba). A inflorescência é notável por apresentar uma espata extremamente pequena, quase indistinguível, a rodear o espádice, que logo nas fases iniciais da floração murcha e desaparece deixando o espádice nu. A floração ocorre na primavera. O povos povos ameríndios norte americanos comiam as sementes e rizomas, que eram previamente secos e moídos até ficaram reduzidos a uma substância amilácea.

## Antigas classificações
Classificação de Jussieu
Na classificação taxonómica de Jussieu (1789), Orontium é um género  botânico,  ordem Aroideae, classe Monocotyledones com estames hipogínicos.
Classificação lineana
| Sistema | Classificação                     | Referência                                    |
| ------- | --------------------------------- | --------------------------------------------- |
| Linné   | Classe Hexandria, ordem Monogynia | «Species plantarum (1753)». www.botanicus.org |

## Galeria

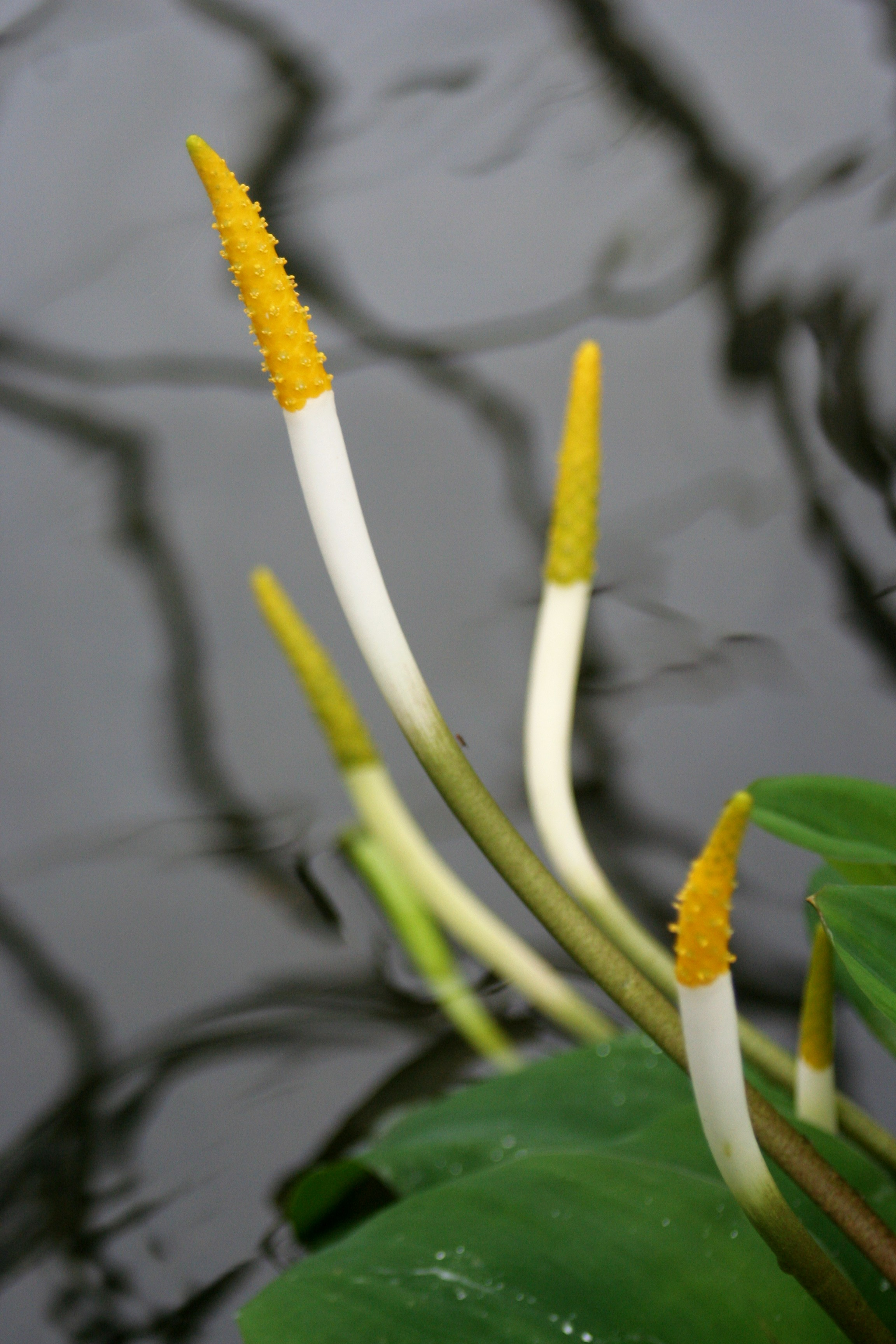
O. aquaticum.
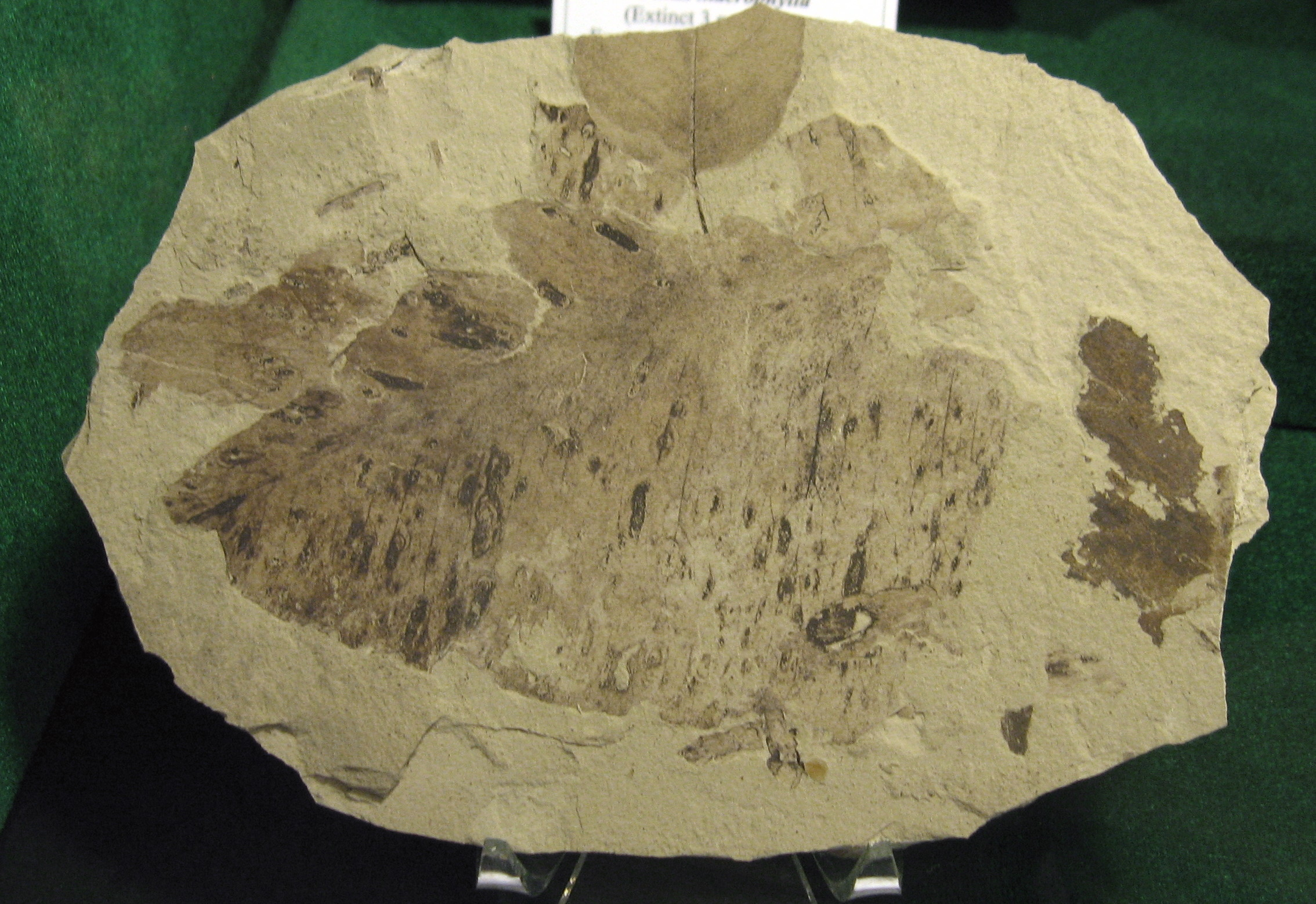
O. wolfei (fóssil).